# Diecezja Oruro
Diecezja Oruro (łac. Dioecesis Orurensis) – katolicka diecezja w Boliwii, sufragania archidiecezji Cochabamba. Została erygowana 11 listopada 1924 roku.

## Ordynariusze
- bp Abel Isidoro Antezana y Rojas CMF (1924 - 1938)
- bp Riccardo Chavez Alcazar (1938 - 1949)
- bp Bertoldo Bühl OFM (1951 - 1953)
- abp Luis Aníbal Rodríguez Pardo (1953 - 1956)
- abp Jorge Manrique Hurtado (1956 - 1967)
- abp René Fernández Apaza (1968 - 1981)
- kard. Julio Terrazas Sandoval CSsR (1982 - 1991)
- bp Braulio Sáez Garcia OCD (1991 - 2003)
- bp Krzysztof Białasik SVD (od 2005)